# 拉蒙区
拉蒙区（俄语：Рамонский район）是俄罗斯联邦沃罗涅日州下辖的一个区，其行政中心为拉蒙。据2016年统计，该区的人口为32792人。